# Henry Allen (Fußballspieler, 1898)
Henry Albert Allen (* 28. Juni 1898 in Hackney; † 1976) war ein englischer Fußballspieler. 

## Karriere
Allen spielte in der London League für Gnome Athletic und war zunächst bei West Ham United, später beim FC Arsenal als Amateur registriert. Im November 1920 spielte Allen als Spieler von Gnome für die Auswahl von Essex im Rahmen der Southern Counties Championship in Southend-on-Sea und trug an der Seite seiner Sturmpartner Frank Richardson, James Dillimore und Jack Leslie (alle von Barking Town) mit einem Treffer zum 2:0-Erfolg gegen Middlesex bei. Anfang 1921 wechselte er zu Southend United in die Third Division South, da Allen allerdings noch bei Arsenal registriert war, legte Arsenal Beschwerde bei der Football League gegen diesen Vorgang ein. Die beiden Klubs einigten sich letztlich darauf den Transfer durchzuführen, Southend wurde mit einer Geldstrafe von zehn Guinees belegt. Bei Southend kam Allen in der Folge unter Trainer Tom Mather sporadisch zum Zug, nach dessen Entlassung Anfang 1922 wurde er von Nachfolger Ted Birnie regelmäßiger eingesetzt. Die Presse attestierte Allen im März 1922 „ziemlich guten Fußball“ zu spielen, vom letzten Tabellenplatz konnte allerdings auch dieser Trainerwechsel den Klub nicht mehr bringen, so dass man sich am Saisonende einer Wiederwahl zum Beibehalt des Ligastatus stellen musste. 
Nachdem er in der Folgesaison ohne Einsatz für Southend geblieben war, wechselte Allen im Sommer 1923 innerhalb der Liga zum FC Gillingham und kam dort in seiner einzigen Saison um den Jahreswechsel 1923/1924 herum zu insgesamt acht Einsätzen – allerdings im Gegensatz zu seiner übliche Position als linker Außenstürmer auf der rechten Außenbahn. Im Juli 1924 wechselte er erneut innerhalb der Third Division South und kam für Charlton Athletic bis zu seinem letzten Einsatz im Dezember 1925 zu insgesamt 38 Liga- und 5 Pokaleinsätzen. Den einzigen Treffer seiner Football-League-Laufbahn erzielte er im April 1925 bei einem 5:1-Erfolg gegen Aberdare Athletic. Seine fußballerische Laufbahn fand ab dem Sommer 1926 in der Southern League bei Grays Thurrock United ihre Fortsetzung.